# San Giorio di Susa
San Giorio di Susa (piemonti nyelven San Gieuri, frankoprovanszál nyelven  San Gœri ) egy  község Olaszországban, Torino megyében.A Susa-völgyben található, és a Susa- és Sangone-völgyi Hegyi Közösség részét képezi.

## Fordítás
- Ez a szócikk részben vagy egészben  a   San Giorio di Susa című olasz Wikipédia-szócikk fordításán alapul.  Az eredeti cikk szerkesztőit annak laptörténete sorolja fel. Ez a jelzés csupán a megfogalmazás eredetét és a szerzői jogokat jelzi, nem szolgál a cikkben szereplő információk forrásmegjelöléseként.